# Ajoncourt
Ajoncourt (en allemand Analdshofen) est une commune française située dans le département de la Moselle, en région Grand Est.

## Géographie

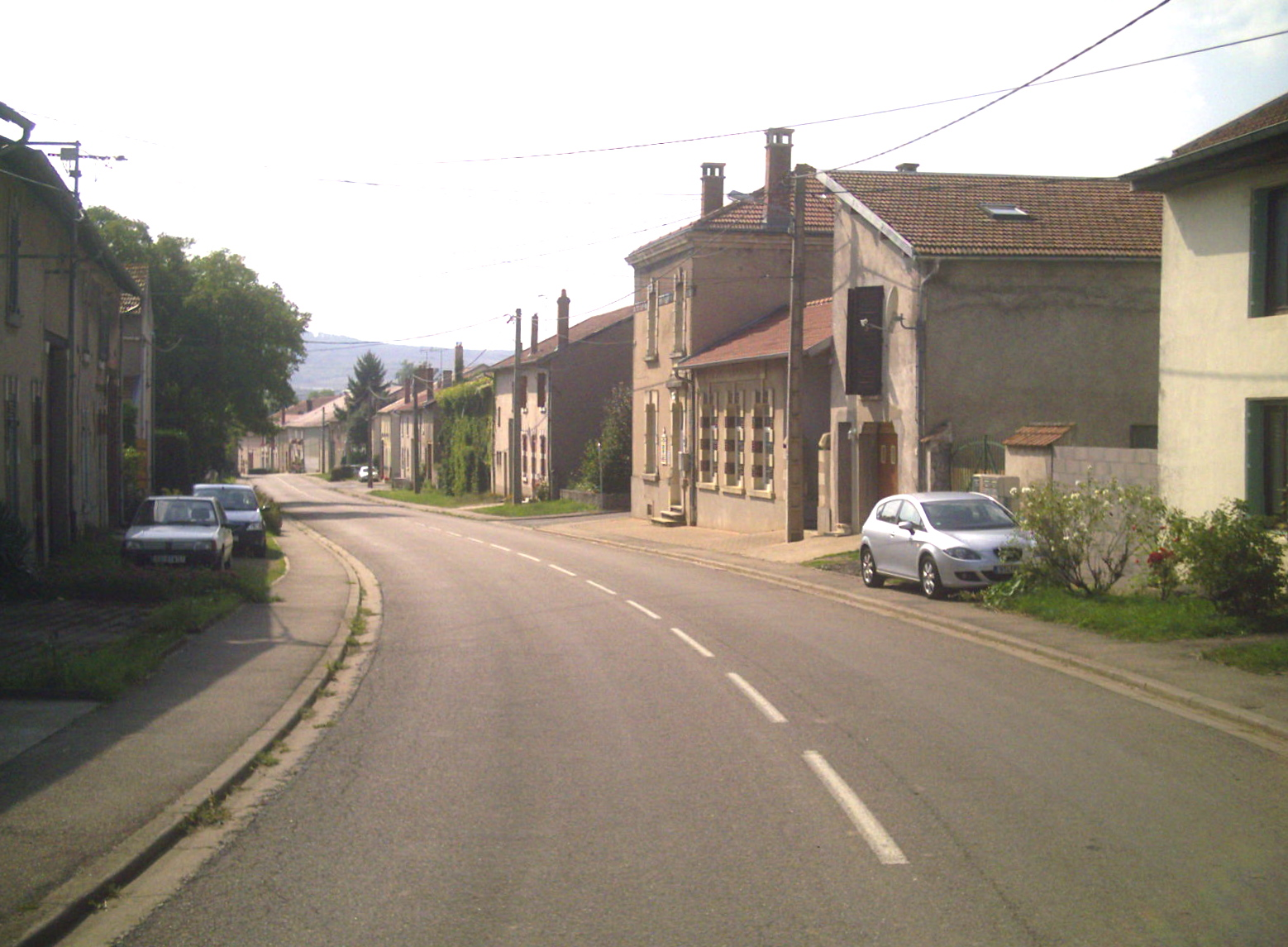
La rue Principale.

Elle est riveraine de la Seille.

### Communes limitrophes
| Chenicourt Meurthe-et-Moselle    | Aulnois-sur-Seille |          |
|                                  | Ajoncourt          | Fossieux |
| Arraye-et-Han Meurthe-et-Moselle |                    |          |

### Hydrographie
La commune est située dans le bassin versant du Rhin au sein du bassin Rhin-Meuse. Elle est drainée par la Seille, le ruisseau d'Osson et le ruisseau de la Messe.
La Seille, d'une longueur totale de 137,7 km, prend sa source dans la commune de Maizières-lès-Vic et se jette  dans la Moselle à Metz en limite avec Saint-Julien-lès-Metz, après avoir traversé 57 communes.
Le ruisseau d'Osson, d'une longueur totale de 15,9 km, prend sa source dans la commune de Amelécourt et se jette  dans la Seille en limite d'Aulnois-sur-Seille et d'Ajoncourt, face à Chenicourt après avoir traversé huit communes.

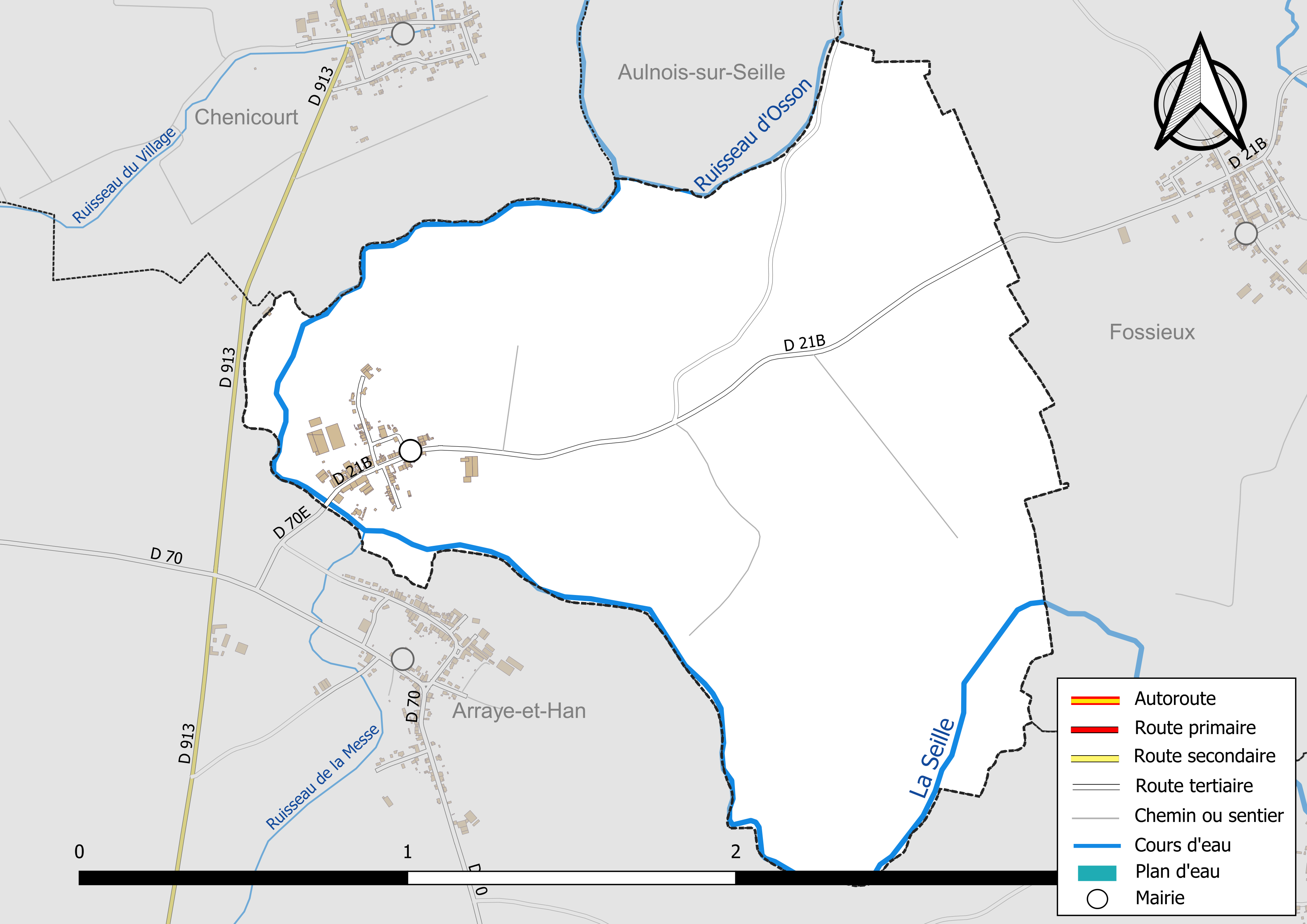
Réseaux hydrographique et routier d'Ajoncourt.

La qualité des eaux des principaux cours d'eau de la commune, notamment de la Seille et du ruisseau d'Osson, peut être consultée sur un site spécial géré par les agences de l'eau et l'Agence française pour la biodiversité.

### Climat
Pour des articles plus généraux, voir Climat du Grand Est et Climat de la Moselle.
En 2010, le climat de la commune est de type climat océanique dégradé des plaines du Centre et du Nord, selon une étude du Centre national de la recherche scientifique s'appuyant sur une série de données couvrant la période 1971-2000. En 2020, Météo-France publie une typologie des climats de la France métropolitaine dans laquelle la commune est exposée à un climat semi-continental et est dans la région climatique Lorraine, plateau de Langres, Morvan, caractérisée par un hiver rude (1,5 °C), des vents modérés et des brouillards fréquents en automne et hiver.
Pour la période 1971-2000, la température annuelle moyenne est de 9,8 °C, avec une amplitude thermique annuelle de 17 °C. Le cumul annuel moyen de précipitations est de 730 mm, avec 11,3 jours de précipitations en janvier et 9,1 jours en juillet. Pour la période 1991-2020, la température moyenne annuelle observée sur la station météorologique de Météo-France la plus proche, « M.n.l. », sur la commune de Goin à 17 km à vol d'oiseau, est de 10,7 °C et le cumul annuel moyen de précipitations est de 678,8 mm. 
La température maximale relevée sur cette station est de 39,5 °C, atteinte le 24 juillet 2019 ; la température minimale est de −16,3 °C, atteinte le 2 janvier 1997,,.
Les paramètres climatiques de la commune ont été estimés pour le milieu du siècle (2041-2070) selon différents scénarios d'émission de gaz à effet de serre à partir des nouvelles projections climatiques de référence DRIAS-2020. Ils sont consultables sur un site dédié publié par Météo-France en novembre 2022.

## Urbanisme

### Typologie
Au 1er janvier 2024, Ajoncourt est catégorisée commune rurale à habitat dispersé, selon la nouvelle grille communale de densité à sept niveaux définie par l'Insee en 2022.
Elle est située hors unité urbaine. Par ailleurs la commune fait partie de l'aire d'attraction de Nancy, dont elle est une commune de la couronne,. Cette aire, qui regroupe 353 communes, est catégorisée dans les aires de 200 000 à moins de 700 000 habitants,.

### Occupation des sols
L'occupation des sols de la commune, telle qu'elle ressort de la base de données européenne d’occupation biophysique des sols Corine Land Cover (CLC), est marquée par l'importance des territoires agricoles (94,5 % en 2018), en diminution par rapport à 1990 (99,9 %). La répartition détaillée en 2018 est la suivante : 
terres arables (52 %), prairies (42,4 %), zones urbanisées (5,5 %). L'évolution de l’occupation des sols de la commune et de ses infrastructures peut être observée sur les différentes représentations cartographiques du territoire : la carte de Cassini (XVIIIe siècle), la carte d'état-major (1820-1866) et les cartes ou photos aériennes de l'IGN pour la période actuelle (1950 à aujourd'hui).

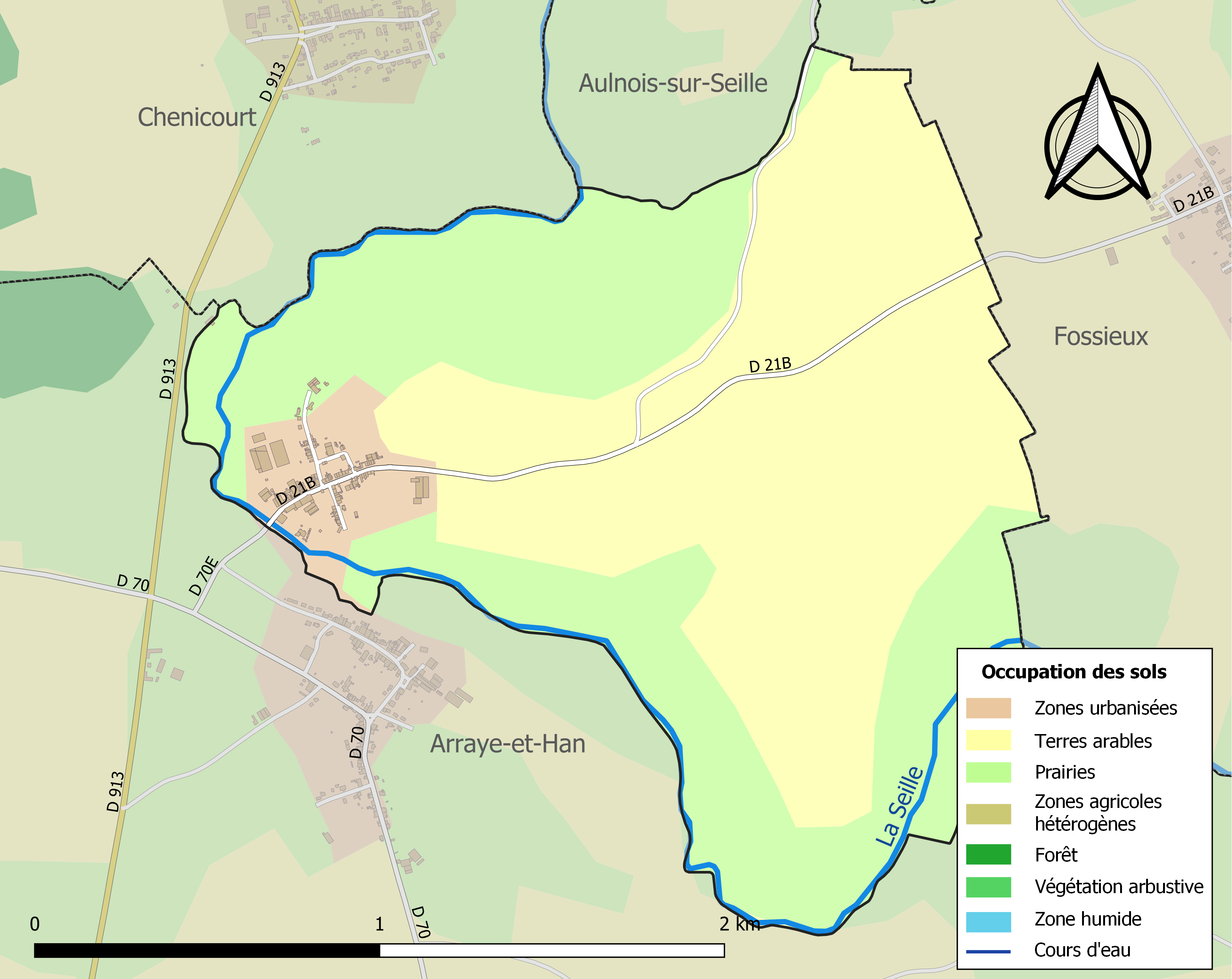
Carte des infrastructures et de l'occupation des sols de la commune en 2018 (CLC).

## Toponymie
- Agnaldi curtis (777), Ajoncourt-sur-Saille (1411), Ageoncourt-sur-Saille (1498), Adjoncourt (1550), Ajoncourt (1793), Analdshofen (1915-1918 et 1940-1944)[réf. nécessaire].
- Aujoncot en lorrain roman[15].

## Histoire
Village de l'ancien duché de Lorraine : Dépendait en 1594 de la prévôté d'Amance (bailliage de Nancy) ; puis en 1751 du bailliage de Nomeny.
En 1411, Charles II, à la prière des habitants et de Jean d'Aunoy, seigneur en partie d'Ajoncourt, prit ce village sous sa protection et sauvegarde, moyennant une redevance d'un resal d'avoine et d'une poule par feu, payable au célerier d'Amance.
Cette terre qui est qualifiée dans quelques titres de fief ancien des ducs de Lorraine avait pour seigneur en 1664 Christophe du Buchet, qui en fit en cette année ses reprises, foi, hommage et serment de fidélité au duc Charles.
Le village a été une possession de l'abbaye Saint-Clément de Metz[Quand ?].
Ajoncourt était une seigneurie de la famille du Buchet aux XVIe et XVIIe siècles.
En 1765, Ajoncourt est cité dans les registres paroissiaux comme hameau du village voisin d’Arraye-et-Han et relève de la paroisse d’Arraye-et-Han.
Cette commune fut un poste-frontière allemand entre 1871 et 1914 et entre 1940 et 1944.
Du traité de Francfort (1871) à la Première Guerre mondiale, les habitants d'Analdshofen (devenue Ajoncourt) ont vécu une situation singulière. En effet, la commune prussienne ne possédant ni église ni cimetière voyait ses citoyens nés prussiens baptisés français dans la commune française voisine d'Arraye-et-Han, localité séparée par un pont-frontière et distante de 500 mètres (cf Wikipédia Arraye-et-Han), étaient mariés civilement en Prusse et religieusement en France, enterrés français, bien sûr. Cette situation ubuesque perdurera jusqu'à la fin de la Grande Guerre.
Durant la Seconde Guerre mondiale, les habitants alors redevenus français, choisiront l'exil ou seront expulsés dans le centre de la France d'où ils reviendront à Ajoncourt en 1944/1945.
De 1790 à 2015, Ajoncourt était une commune de l'ex-canton de Delme.

## Politique et administration

### Liste des maires
| Période                                  | Période  | Identité       | Étiquette | Qualité  |
| ---------------------------------------- | -------- | -------------- | --------- | -------- |
| Les données manquantes sont à compléter. |          |                |           |          |
| 1965                                     | 1995     | Jean Munier    |           |          |
| 1995                                     | 2008     | Didier Munier  | DVD       |          |
| 2008                                     | 2014     | Pascal Jacques |           |          |
| 2014                                     | En cours | René Verhée    | SE        | Retraité |

## Démographie
L'évolution du nombre d'habitants est connue à travers les recensements de la population effectués dans la commune depuis 1793. Pour les communes de moins de 10 000 habitants, une enquête de recensement portant sur toute la population est réalisée tous les cinq ans, les populations de référence des années intermédiaires étant quant à elles estimées par interpolation ou extrapolation. Pour la commune, le premier recensement exhaustif entrant dans le cadre du nouveau dispositif a été réalisé en 2005.

En 2022, la commune comptait 102 habitants, en stagnation par rapport à 2016 (Moselle : +0,52 %, France hors Mayotte : +2,11 %).
| 1793 | 1800 | 1806 | 1821 | 1831 | 1836 | 1841 | 1846 | 1851 |
| ---- | ---- | ---- | ---- | ---- | ---- | ---- | ---- | ---- |
| 157  | 194  | 199  | 232  | 231  | 234  | 258  | 255  | 247  |

| 1856 | 1861 | 1871 | 1875 | 1880 | 1885 | 1890 | 1895 | 1900 |
| ---- | ---- | ---- | ---- | ---- | ---- | ---- | ---- | ---- |
| 249  | 256  | 236  | 242  | 241  | 223  | 207  | 197  | 179  |

| 1905 | 1910 | 1921 | 1926 | 1931 | 1936 | 1946 | 1954 | 1962 |
| ---- | ---- | ---- | ---- | ---- | ---- | ---- | ---- | ---- |
| 199  | 181  | 146  | 110  | 111  | 110  | 84   | 105  | 103  |

| 1968 | 1975 | 1982 | 1990 | 1999 | 2005 | 2006 | 2010 | 2015 |
| ---- | ---- | ---- | ---- | ---- | ---- | ---- | ---- | ---- |
| 114  | 100  | 101  | 100  | 91   | 101  | 104  | 91   | 102  |

| 2020 | 2022 | - | - | - | - | - | - | - |
| ---- | ---- | - | - | - | - | - | - | - |
| 104  | 102  | - | - | - | - | - | - | - |

## Culture locale et patrimoine

### Lieux et monuments
La commune contient des vestiges d'un château médiéval au portail gothique, armoiries du XVIIe siècle.
Début 2017, la commune est « réputée sans clochers ».

### Héraldique
| Blason | Blasonnement : D'azur à quinze billettes d’or, 5 – 4 – 3 – 2 – 1. Commentaires : Armes de la famille de Buchet. |

## Pour approfondir